# Gary Burton
Gary Burton (Anderson (Indiana), 23 januari 1943) is een Amerikaans vibrafonist. In zijn jeugd leerde hij zichzelf vibrafoon spelen, wat ertoe leidde dat hij op 17-jarige leeftijd zijn eerste opnames mocht maken in Nashville (Tennessee) met de gitaristen Hank Garland en Chet Atkins. Zo'n twee jaar later stopte hij met zijn studie op het befaamde Berklee College of Music in Boston, om in 1964-1965 samen met George Shearing en Stan Getz te spelen.
In die tijd won hij de Down Beat Magazine's Talent Deserving of Wider Recognition Award en bracht hij onder eigen naam een drietal albums uit.
In 1967 besloot hij zijn eigen kwartet op te richten, het Burton Quartet, waarmee hij ritmes uit de rockmuziek combineerde met een jazz-geluid en vele improvisaties.
In 1971 kwam Burton met een uniek soloalbum Alone At Last, dat was opgenomen tijdens het Montreux Jazz Festival in 1971. Dat album leverde hem zijn eerste Grammy Award op. In zijn gehele carrière won hij zeven Grammy's (t/m 2013). Een aantal daarvan won hij samen met Chick Corea, onder meer voor hun meest recente collaboratie, het album Hot House uit 2012.
Burton kreeg een aanstelling als adjunct-directeur van het Berklee College Of Music in Boston.

## Discografie

### Albums
- 1960: Jazz winds onder de hoede van Hank Garland
- 1961: Subtle swing onder de hoede van Hank Garland
- 1961: It's about time onder de hoede van Joe Morello
- 1961: New vibe man in town
- 1962: Who is Gary Burton?
- 1963: Something's coming!
- 1963: 3 in jazz
- 1964: The groovy Sound of music
- 1965: The time machine
- 1966: Tennessee firebird
- 1967: Duster
- 1967: Lofty fake anagram
- 1968: Gary Burton in Carnegie Hall
- 1968: A genuine tong funeral
- 1969: Country roads and other places
- 1969: Throb
- 1970: Gary Burton, Live concert (alleen uitgegeven in Canada)
- 1970: Good vibes
- 1971: Gary Burton & Keith Jarrett
- 1972: Paris encounter (met Stephane Grappelli)
- 1972: In the public interest
- 1972: Crystal silence met Chick Corea
- 1973: The new quartet
- 1973: Seven songs for chamber orchestra
- 1974: Hotel hello
- 1974: Match book met Ralph Towner
- 1975: Ring
- 1976: Dreams so real
- 1977: Passengers
- 1978: Duet met Chick Corea
- 1978: Times Square
- 1980: Easy as pie
- 1980: Zürich concert met Chick Corea
- 1981: Live at the Midem met Ahmad Jamal
- 1985: Slide show met Ralph Towner
- 1985: Real life hits
- 1986: New tango, muziek van Astor Piazzolla
- 1986: Gary Burton and the Berklee all-stars
- 1986: Lyric suite met Chick Corea
- 1987: Whiz kids
- 1988: Times like these
- 1989: Reunion
- 1990: Right time, right place
- 1991: Cool nights
- 1992: Benny rides again
- 1992: Six pack
- 1994: It's another day
- 1995: Face to face
- 1997: Departure
- 1997: Native sense met Chick Corea
- 1998: Astor Piazzolla reunion met muziek van Astor Piazzolla
- 1998: Like minds
- 2000: Libertango
- 2001: For Hamp, Red, Bags, and Cal
- 2002: Virtuosi
- 2003: Burton plays music of Duke Ellington (cd-r on demand)
- 2003: Music stories
- 2003: Generations
- 2004: Next generation
- 2008: The new crystal silence met Chick Corea
- 2009: Quartet Live
- 2011: Common grounds
- 2012: Hot house met Chick Corea
- 2013: Guided tour

### Verzamelalbums
- 1972: Norwegian wood
- 1975: Turn of the century
- 1987: Works
- 1989: Artist’s choice
- 1997: Collection
- 2002: Rarum